# 收驚

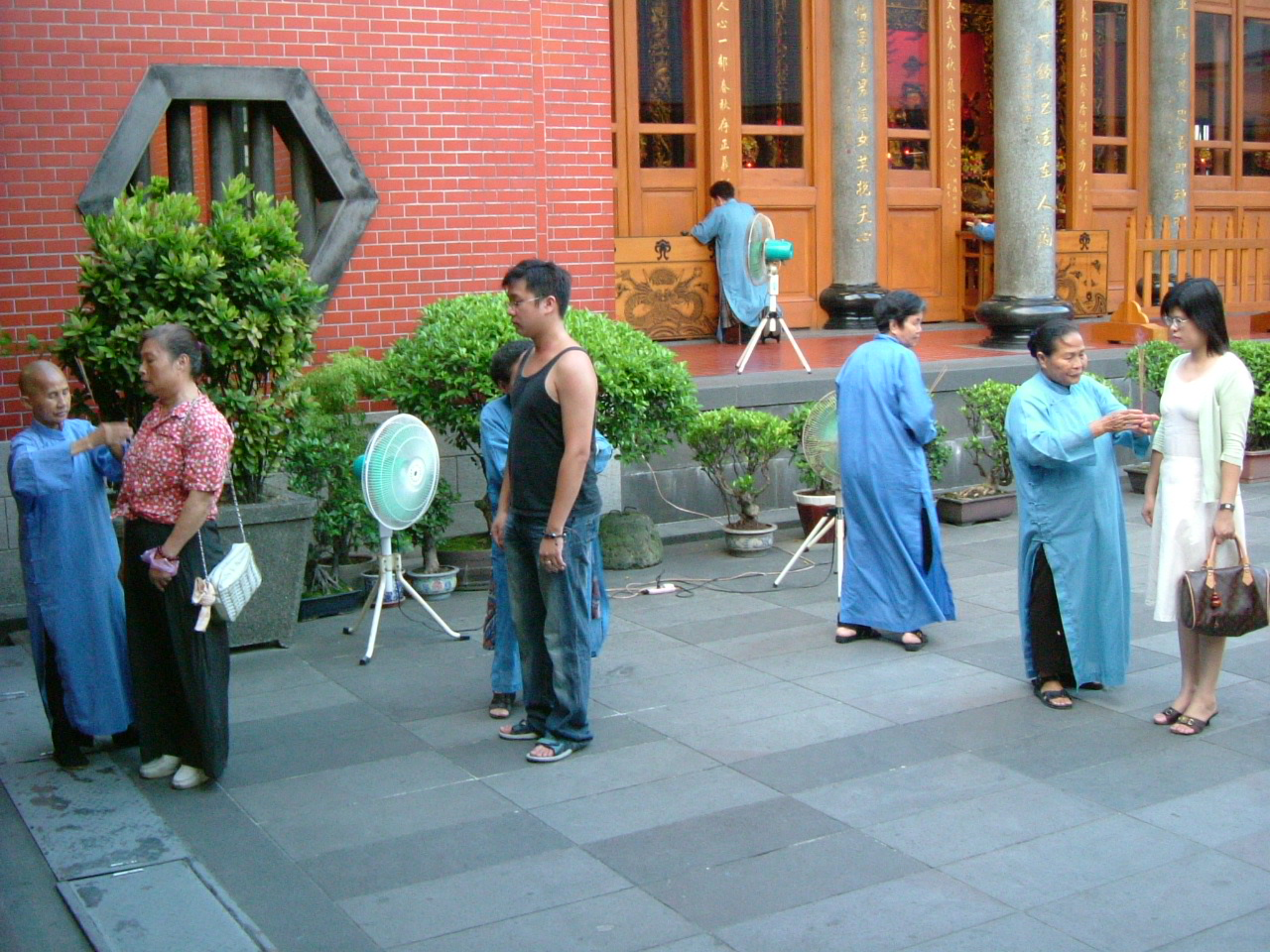
台灣台北行天宮內，年邁女性居多的效勞生身穿藍色道服，正對廟宇訪客施以收驚宗教科儀。

收驚（閩南語：siu-kiann），或稱叫魂、喊驚、收嚇、硩惊，小孩受驚或患不知名疾病時，大人施加的儀式。

## 歷史
大清發生過幾次影響全國的叫魂案，最著名是1768年中国叫魂案，也是《叫魂：1768年中国妖术大恐慌》的研究題材。另外有1810年中国叫魂案、1876年中国叫魂案。
滿族、瑤族、壯族的原始宗教以立蛋作叫魂用。
台灣收驚儀式風氣甚盛，不管是民間神壇、甚至連著名的南、北大廟台南市天壇或是台北市行天宮等，皆為个中著名廟宇。現代台灣有人認為收驚為心理治療，將其歸類於傳統療法，並有私人認證制度。

## 儀式
受術者通常無須任何配合動作，也可由受術者的衣物替代。對象則一般適用於受驚嚇或無由哭鬧的小孩，但近年來，受術者也不再侷限於兒童。施術者通常是受術者的親人或施術人員（如道士、道姑、效勞生等）。收驚程序大約都是施者要先膜拜神祇（如媽祖、關帝君、呂祖師、觀音菩薩、清水祖師、土地公等等）央請幫忙、唸咒語（讀文）及特定手勢。
咒語式、符籙式及香米式三種，差別僅是施術法器差異。
香米式收驚法，施術者稱為先生媽的年長婦女，會於施術前先將婦人帶來的一碗米倒進盤內，再使用一疊紙錢將米壓平放至廳堂供桌。之後再用受術者（大多是嬰兒）穿過的衣服覆蓋餘米上，點香後再祈求神明幫受術者把驚亂的魂魄收歸穩定。最後，先生媽掀開衣服依其米堆紋路，解釋受驚原因。最後，先生媽使用拇指與食指抓起幾粒米，在受術者胸前及背後唸唱收驚歌後，收驚儀式才告完成。早年，家屬帶至用來當成法器的收驚米，成為先生媽的收驚酬勞。今日社會，則改以紅包作為報酬。
符籙式收驚法以符籙為主體，一般來說，該符籙通稱為收驚符。以紙張畫上咒語的收驚符製作與一般符咒大約類似。需具有敕紙、咒法、敕筆、敕硯台，並有一定畫符程序、畫符口訣、敕令請神總咒等。除此，亦有執香收驚法、擦身收驚法、衣服收驚法、卍字收驚法等法術旁支。而受術者通常則需將此符籙和水服下，現代，亦有浮貼居家門柱、寢室者。

### 收驚歌
傳統收驚歌起源來自台灣民間信仰，歌詞內文借助拜請的民間信仰神祇也來自台灣道教、台灣佛教、王爺信仰、閩南地方神、外來神、自然神及動物神等等。另外，也展現對十二生肖崇拜及八字流年。

## 類似佛道概念
收驚在佛教道教亦有類似體現，佛教徒常會念誦佛教《心經》、《地藏經》、《金剛經》、《大悲咒》或《六字大明咒》等，希望小孩在梵音之下鎮定心魂。道教信徒也會用《金光神咒》、《淨心神咒》等咒語，取代收驚歌或收驚咒。

## 註解
1. ↑  張德玉. . 中國: 遼寧民族出版社. 2001-10-01. ISBN 9787806444290 （中文（中国大陆））.
2. ↑  徐祖祥. . 中國: 雲南民族出版社. 2001-02-01. ISBN 9787536721975 （中文（中国大陆））.
3. ↑  廖明君. . 中國: 廣西人民出版社. 2002-09. ISBN 9787219046586 （中文（中国大陆））.
4. ↑  . religion.moi.gov.tw.   [2017-10-07]. （原始内容存档于2017-10-07）.